# François III de Beauharnais
Pour les articles homonymes, voir François de Beauharnais et Maison de Beauharnais.
François III de Beauharnais, fils de François II de Beauharnais et de Anne Brachet, fut un noble de l'Ancien Régime.
Il fut seigneur de La Grillière et de Villechauve, conseiller d'État et de Gaston d'Orléans, ainsi que de Marie de Médicis. Il fut nommé en 1635 président au Présidial d'Orléans et lieutenant général au bailliage.

## Descendance
Il fut marié le 27 février 1628 avec Anne de Mareau, fille d'Hector de Mareau, gentilhomme ordinaire de la Maison du Roi, et de Geneviève Lamirault. Sa femme morte sans enfants, il se remaria le 10 février 1630 avec Charlotte de Bugey, fille unique de Jean de Bugey, seigneur de Moulinet, et de Charlotte Colas.
Trois enfants sont nés de cette union :
- François IV de Beauharnais, seigneur de Grillière (sans enfant) ;
- Charlotte (morte sans enfant) ;
- Marie-Anne (1644-1723), qui épousa le 16 septembre 1683 son cousin Jean-Baptiste Phélypeaux (†1711), comte de Montlhéry, conseiller d'État et intendant de Paris, frère du chancelier de Pontchartrain.

## Source
- Dictionnaire de la noblesse, tome XV, p.42, par Françc̜ois Alexandre Aubert de La Chesnaye-Desbois.